# Martinus Veltman (natuurkundige)
Martinus Justinus Godefridus (Martin of Tini voor intimi) Veltman (Waalwijk, 27 juni 1931 – Bilthoven, 4 januari 2021) was een Nederlandse theoretisch natuurkundige en winnaar van de Nobelprijs voor Natuurkunde in 1999.

## Biografie
Veltman werd in Waalwijk geboren als vijfde van zeven kinderen in het gezin van een hoofdonderwijzer. Na de Hogereburgerschool (HBS) aan het Waalwijkse Dr. Mollercollege ging hij in 1948 wis- en natuurkunde studeren aan de Rijksuniversiteit te Utrecht. Hij haalde er in 1953 zijn kandidaats en studeerde af in 1956 onder professor Léon van Hove. Om zijn studietijd te bekostigen had hij verschillende baantjes waaronder een als assistent in het Van der Waals-laboratorium in Amsterdam.
Na het vervullen van zijn dienstplicht ging Veltman in 1961 naar het CERN, waar zijn leermeester Van Hove directeur was geworden. In 1963 promoveerde hij onder Van Hove op een proefschrift over de correcties met behulp van Feynmandiagrammen in de berekening van de productie van vectorbosonen door neutrinos.
Behalve bij het CERN werkte hij ook enkele maanden bij het SLAC en de Stanford universiteit. Hij werd in 1966 hoogleraar theoretische natuurkunde aan de Universiteit te Utrecht. Na een sabbatical jaar (1968/69) aan het Laboratoire de Physique Théorique et Hautes Energies te Orsay was hij van 1981 tot 1996 hoogleraar aan de University of Michigan te Ann Arbor. Hij was sinds 1996 met emeritaat en woonde sindsdien weer in Nederland. Begin 2021 overleed hij in zijn huis in Bilthoven.

## Werk
Veltmans belangstelling lag zowel in de theoretische als in de experimentele natuurkunde. Bij het CERN werkte hij aan berekeningen om de uitkomsten van botsingsexperimenten, inclusief nieuwe te vormen deeltjes, beter te voorspellen. Vooral zijn theoretische werk aan de vereniging van de elektromagnetische kracht en de zwakke kernkracht is baanbrekend geweest. Voor dit werk aan de Universiteit Utrecht ontving hij in 1999 samen met Gerard 't Hooft – promovendus onder Veltman – de Nobelprijs voor de Natuurkunde. De prijs werd gegeven voor het ophelderen van de kwantumstructuur van de elektrozwakke interacties in de natuurkunde. In 1971 hadden ze aangetoond dat zowel de massaloze als de massieve Yang-Mills-ijktheorie konden worden gerenormaliseerd. Dankzij de aanpassingen van 't Hooft en Veltman aan deze ijktheorie verdwenen de onlogische oneindigheden uit het rekenwerk.
Het werk van Veltman was onmisbaar voor de ontdekking in 1995 van de topquark in het Fermilab, in Chicago.
Veltman heeft door het schrijven van Schoonschip, een computerprogramma voor symbolische manipulatie in 1964 belangrijk bijgedragen aan de computeralgebra. Bekende programma's zoals Mathematica en Maple zijn op Veltmans pionierswerk gebaseerd. Daarnaast ontwikkelde hij rond 1988 een eigen versie van een mobiele computer met een eigen besturingssysteem.
Veltman gaf regelmatig lezingen en schreef voor het geïnteresseerde publiek het boek Feiten en mysteries in de deeltjesfysica, uitgegeven in 2004.

## Publicaties

#### Vakliteratuur
Onder meer:
- (en)  (1966). Divergence Conditions and Sum Rules. Physical Review Letters 17: 553-556.
- (en)  (1968). Perturbation Theory of Massive Yang–Mills Fields. Nuclear Physics B 7: 637. DOI: 10.1016/0550-3213(68)90197-1.
- (en)  (1967). Some Comments on the Decays of eta (550). Physical Review 154 (5): 1469-1474.
- met G. 't Hooft (en) Regularization and renormalization of gauge fields. Nuclear Physics B 44 (1972): 189-213. DOI: 10.1016/0550-3213(72)90279-9.
- met G. 't Hooft (en) Combinatorics of gauge fields. Nuclear Physics B 50 (1972): 318-353. DOI: 10.1016/S0550-3213(72)80021-X.

#### Lezing voor zijn Nobelprijs
- (en)  Reviews of Modern Physics. From Weak Interactions to Gravitation, april 2000,

vol. 72, issue 2: pp. 341–349.

#### Populairwetenschappelijk
- Feiten en mysteries in de deeltjesfysica, 2004. uitgegeven door Veen Magazines, een jaar na de Engelse uitgave.
- 'Speculaties en fantasieën over de oorsprong van de materie', in De Oorsprong - Over het ontstaan van het leven en alles eromheen - Niki Korteweg (red.), 2004.

## Vernoeming
- De planetoïde '9492 Veltman' is naar hem vernoemd.

- Bibsys: 90666690
- Bibliothèque nationale de France: cb12420022v (data)
- CiNii: DA07018037
- Digitale Bibliotheek voor de Nederlandse Letteren: velt011
- Gemeinsame Normdatei: 127042717
- International Standard Name Identifier: 0000 0001 2132 0378
- Library of Congress Control Number: n94068242
- Mathematics Genealogy Project: 15775
- NARCIS: PRS1341363
- Bibliotheek van het Japanse parlement: 01098383
- Nationale Bibliotheek van Tsjechië: jo2007399945
- Nationale bibliotheek van Australië: 35433195
- Nationale Bibliotheek van Israël: 987007431340405171
- Nederlandse Thesaurus van Auteursnamen: 067957676
- Réseau des bibliothèques de Suisse occidentale: 02-A009297185
- LIBRIS: 236750
- SNAC: w6vv6k3v
- Système universitaire de documentation: 033322805
- Trove: 951099
- Virtual International Authority File: 49313651
- WorldCat: E39PBJgRVJhcxHxfHdpPPxYkjC